# 瓦利德尔帕苏比奥
瓦利德尔帕苏比奥（義大利語：Valli del Pasubio），是意大利威尼托大区维琴察省的一个市镇。总面积49平方公里，人口3398人，人口密度69.3人/平方公里（2009年）。国家统计（ISTAT）代码为024113。